# Pławy
Pławy – wieś sołecka w Polsce położona w województwie małopolskim, w powiecie oświęcimskim, w gminie Oświęcim.
W latach 1975–1998 miejscowość administracyjnie należała do województwa bielskiego.

## Historia
Pierwotnie miejscowość nazywała się Franciszowice. Po raz pierwszy wzmiankowana została w 1272 jako Francisci w dokumencie księcia Władysława opolskiego, w którym nadał on leżącą w pobliżu Franciszowic/Pław wieś Rajsko Hermanowi Surnagelowi.
Wieś politycznie znajdowała się początkowo w granicach piastowskiego (polskiego) księstwa opolsko-raciborskiego. W 1290 w wyniku trwającego od śmierci księcia Władysława opolskiego w 1281/1282 rozdrobnienia feudalnego tegoż księstwa powstało nowe księstwo cieszyńskie-oświęcimskie, z którego w 1315 wyodrębniło się księstwo oświęcimskie. Od 1327 księstwo oświęcimskie stanowiło lenno Królestwa Czech, a w 1457 zostało wykupione przez króla polskiego Kazimierza Jagiellończyka. W towarzyszącym temu dokumencie sprzedaży księstwa Koronie Polskiej wystawionym przez Jana IV oświęcimskiego 21 lutego 1457 miejscowość wymieniona została jako Franczyschowicze. W 1564 ostatecznie księstwo wcielono do Korony Królestwa Polskiego.
W czasie II wojny światowej miejscowość została całkowicie zniszczona z powodu wysiedleń Polaków z Oświęcimia i okolic.